# Mental accounting
Nel contesto dell'economia comportamentale, il mental accounting è una teoria sviluppata dall'economista statunitense Richard Thaler, che ipotizza che le scelte economiche delle persone siano mediate da un vero e proprio sistema di contabilità mentale, che non è neutrale e produce comportamenti non del tutto coerenti col modello microeconomico neoclassico standard, basato sulla perfetta razionalità degli agenti. Si tratta quindi di un tentativo di affiancare ai metodi e ai risultati della scienza economica alcune intuizioni psicologiche, per cercare di arricchire il valore descrittivo dei modelli economici ("misurato" con metodi sperimentali), che, insieme a pochi altri contributi fondamentali, ha ispirato la nascita del filone di ricerca chiamato finanza comportamentale.

## Origini della teoria
Il fondamento della teoria è la funzione del valore descritta da Daniel Kahneman e Amos Tversky (1979) nel loro lavoro sulla teoria dei prospetti nell'ambito della psicologia cognitiva e della teoria della decisione. Kahneman e Tversky introducono i concetti fondamentali di framing, ovvero dipendenza dell'utilità dal contesto di riferimento, e loss aversion, per cui una perdita produce una diminuzione di utilità superiore, in valore assoluto, all'aumento di utilità generato da un guadagno di pari entità.
Sulla base dell'ipotesi del mental accounting, Thaler (1980) trova una possibile spiegazione a due interessanti anomalie, ovvero comportamenti frequentemente riscontrati ma non spiegati dalla teoria economica.

### Endowment effect(effetto dotazione)
La prima è nota come endowment effect (o "effetto dotazione"), e consiste nella discrepanza, osservata sperimentalmente anche da Kahneman, Knetsch e Thaler (1990), tra la valutazione che si dà ad un bene nel caso in cui lo si possieda e la valutazione che si dà dello stesso bene nel caso in cui non lo si possieda. In particolare, i ricercatori hanno notato che si tende a valutare di più un bene che già si possiede, ovvero che fa parte della nostra dotazione: ciò risulta in un'attività dei mercati ridotta. Questa anomalia è causata dall'incapacità delle persone di considerare il costo opportunità del bene che si possiede (che consiste al denaro cui si rinuncia non vendendolo) allo stesso modo dei costi vivi che occorre affrontare per acquistare un bene che non si possiede, contrariamente alla prescrizione della teoria economica. La spiegazione di questo fenomeno basata sul mental accounting vuole che le persone interpretino i costi opportunità come mancati guadagni e i costi vivi come perdite: il principio euristico dell'avversione alle perdite (o, con voce inglese, loss aversion) darebbe quindi luogo all'effetto dotazione.

### Sunk cost effect(effetto costi sommersi)
L'altra rilevante anomalia è nota come sunk cost effect o effetto costi sommersi. Anche in questo caso è violata un'ipotesi della teoria economica normativa standard: essa vorrebbe che i costi relativi a scelte già compiute e irreversibili (detti costi affondati), non influenzassero le scelte successive. Nella pratica ciò spesso non avviene, e nel valutare un investimento o un progetto spesso si considerano, oltre a costi e benefici marginali, le risorse già impegnate e non più recuperabili. Il mental accounting ipotizza che questo effetto insorga perché gli agenti economici tentano in ogni modo di evitare "sprechi" ovvero pagare per beni che non si utilizzano, in quanto questo genera loss aversion, e quindi forte diminuzione dell'utilità.
Un'altra componente importante del mental accounting è l'intuizione che l'acquisto genera utilità non solo in quanto permette la fruizione di un certo bene, ma anche perché le persone amano l'idea di "aver fatto un affare". Questo è il significato della utilità di transazione: essa si aggiunge all'utilità derivata dal bene in sé, e dipende dalla differenza tra il prezzo d'acquisto e il prezzo "di riferimento" che il consumatore associa al bene acquistato. Secondo Thaler (1985), se il prezzo è assai inferiore a quello che il consumatore considera normale o giusto, la forte utilità di transazione generata può consigliare l'acquisto di beni che in realtà non sono molto utili. È evidente come il marketing spesso cerchi in ogni modo di creare utilità di transazione, suggerendo prezzi di riferimento elevati.

## Elementi essenziali della teoria
La parte centrale della teoria riguarda il sistema di conti mentali con cui, per la teoria, le persone tendono a suddividere il denaro, sia creando differenti budget per le spese, sia categorizzando la propria ricchezza e il proprio reddito. Tutto ciò è in aperta contraddizione con il principio di fungibilità del denaro adottato dalla teoria economica, per cui i soldi non dovrebbero avere alcuna etichetta ed essere considerati esattamente nello stesso modo indipendentemente dalla fonte da cui provengono o dall'impiego cui sono destinati.
L'idea di un sistema di conti per le spese tuttavia non è sorprendente, in quanto molte famiglie adottano apertamente un sistema di questo tipo. Vari studi hanno evidenziato come le persone tendano effettivamente a compiere le proprie scelte di consumo con un sistema psicologico di questo tipo, che serve evidentemente a non spendere "troppo" per nessuna categoria di consumo.
Basandosi su queste osservazioni, Thaler (1985) propone una modifica al modello microeconomico di comportamento del consumatore, che prevede la massimizzazione dell'utilità rispetto ad un vincolo di bilancio. Nel modello basato sul mental accounting la massimizzazione avviene rispetto a numerosi vincoli di budget, ciascuno associato ad una differente tipologia di consumi: i risultati in termini di scelta ottima possono essere assai diversi, soprattutto se alcuni budget sono tenuti particolarmente bassi per ragioni di autocontrollo.
Esistono, secondo la teoria, sistemi di conti mentali anche per il reddito e la ricchezza. Il reddito si presta ad essere contabilizzato in base alle fonti: la provenienza del denaro in questo caso fa la differenza, e la stessa somma viene percepita in modo difforme se ottenuta in modo occasionale (es. vinta al lotto) o meno (es. aumento di stipendio). Si suppone, e vari esperimenti sembrano confermarlo, che la "serietà" della fonte influisca sulla propensione a spendere il denaro e sul tipo di acquisti effettuati: mentre una somma di denaro ritrovata inaspettatamente nella tasca di un vecchio cappotto si presta ad essere spesa prontamente e in modo "frivolo", lo stesso non si può dire della stessa somma ottenuta da un aumento di valore dei propri fondi pensione, che si presta a non essere spesa affatto.
Anche lo stock di ricchezza, secondo l'ipotesi formulata dalla teoria del mental accounting, tende ad essere suddiviso in conti mentali. In questo caso è rilevante la forma che la ricchezza prende: la liquidità sui conti correnti tende ad essere spesa abbastanza facilmente; già è molto più difficile che venga smobilizzato il patrimonio mobiliare per finanziare il consumo. La ricchezza futura poi, utilizzabile col ricorso al debito, è ancora più intoccabile. È importante sottolineare che la teoria suppone che la differenza tra la propensione al consumo tra le diverse classi in cui è suddiviso il patrimonio dipenda non solo dai diversi costi di transazione, ma anche dall'effetto psicologico della separazione in conti mentali. Shefrin e Thaler (1988) propongono quindi una differente versione della teoria del risparmio neoclassica, in cui l'ipotesi di perfetta fungibilità tra le varie forme di ricchezza è abbandonata, che è nota come teoria del behavioral life-cycle (ciclo di vita comportamentale).
Proprio come accade per la contabilità delle imprese, anche i conti mentali sono chiusi dopo un certo periodo. È interessante considerare come questo aspetto dinamico del mental accounting sia rilevante nell'ambito delle decisioni in condizioni di rischio. Quando ci si trova a prendere decisioni rischiose successive, come può accadere in un casinò o sui mercati finanziari, gli esiti delle decisioni precedenti possono influenzare la propensione al rischio delle decisioni successive. Il conto mentale di riferimento, relativo alla serata di gioco, oppure alla giornata, il mese o l'anno di trading, può essere infatti in attivo o in passivo: se esso è in attivo, la teoria prevede che la propensione al rischio sia stimolata. I soldi guadagnati, infatti, non sono considerati come gli altri, e perderli rischiando più del solito fa meno "male": questo comportamento è noto come house money effect.

## Minimal accounting (contabilità minima)
Tversky e Kahneman (1981) sostengono che le persone generalmente valutano le proprie azioni e decisioni in termini di minimal account. L'account minimo (o contabilità minima) prevede che, nel processo di scelta, il soggetto prenda in considerazione solamente le conseguenze dirette dell'azione compiuta. Infatti, gli individui, in seguito a una scelta, sembrerebbero non considerare gli aspetti relativi ad altre scelte connesse a quella principale, ma al contrario pensano in modo ristretto solamente a ciò che direttamente genera la decisione.
L'account minimale associato alla decisione di accettare una scommessa, per esempio, include i soldi vinti e persi in quella precisa scommessa ed esclude altri beni posseduti o le perdite o le vincite delle scommesse precedenti.
Le persone generalmente ragionano in termini di account minimale poiché questa modalità di pensare: (1) semplifica la valutazione e riduce lo sforzo cognitivo; (2) riflette l'idea che le conseguenze siano causalmente connesse alle azioni; (3) è in linea con le proprietà di un'esperienza edonica, la quale sostiene che è meglio avvicinarsi a una situazione desiderabile o non desiderabile piuttosto che fare nulla.
L'account minimale viene violato in situazioni in cui gli esiti di una scelta influiscono sul bilancio di un account che è stato precedentemente creato da un'azione correlata. Un esempio è uno scommettitore che vede l'ultima corsa di cavalli nel contesto delle perdite dovute a scommesse precedenti. In questo caso, la decisione di scommettere potrebbe essere presa in termini di un account psicologico molto più inclusivo, quindi non minimo. Più in generale, l'effetto sunk-cost precedentemente descritto entra in atto quando una decisione fa riferimento a un account già esistente nel quale il bilancio è negativo.
Segue ora un esempio di violazione di un account minimo, ideato da Savage e Thaler:
(N.B. a un gruppo è stato dato il valore nelle parentesi tonde, mentre a un altro gruppo il valore nelle parentesi quadre)
Immagina di star per acquistare una giacca a ($125) [$15] e una calcolatrice a ($15) [$125]. La persona che ti vende la calcolatrice ti informa che puoi acquistare la calcolatrice in sconto a ($10) [$120] in un altro negozio, il quale si trova a 20 minuti di strada in macchina. Faresti la strada per andare nell'altro negozio?
Risposte:
- il 68% delle persone era disposto a fare il viaggio di 20 minuti per risparmiare $5 sul costo iniziale di 15$ della calcolatrice
- solo il 29% delle persone era disposto a fare 20 minuti di strada quando la calcolatrice costava $125

Molto probabilmente, in questo caso, le persone non stanno valutando la decisione in un account minimale (il quale prevede solamente un risparmio di $5 e la piccola inconvenienza del viaggio). Al contrario, i rispondenti sembrerebbero valutare il potenziale risparmio in un "account" più inclusivo, il quale include l'acquisto di una calcolatrice ma non della giacca. Per la funzione valore della Teoria del Prospetto, il risparmio di $5 su una spesa di $15 ha sicuramente più impatto rispetto alla situazione in cui il prezzo della calcolatrice è di $125.
Tutto ciò porta a delle conseguenze che riguardano la svalutazione dei soldi che facilita spese extra e riducono l'importanza di piccoli sconti su larghe spese, come l'acquisto di una casa o di una macchina.